# All the Man That I Need
"All the Man That I Need" là một bài hát được sáng tác bởi nhạc sĩ người Mỹ Dean Pitchford và Michael Gore. Nó lần đầu tiên được thu âm bởi Linda Clifford vào năm 1982, cho album I'll Keep on Loving You của cô.
Năm 1991, phiên bản của Whitney Houston nằm trong album phòng thu thứ ba của nữ ca sĩ I'm Your Baby Tonight (1990) đã đứng đầu nhiều bảng xếp hạng. Phiên bản của Whitney được sản xuất bởi Narada Michael Walden và nhận được những đánh giá tích cực từ các nhà phê bình âm nhạc. Nó trở thành đĩa đơn thứ 9 của cô xưng vương trên Billboard Hot 100, trở thành bản hit lớn thứ tư của Houston tại Mỹ. Nó cũng dẫn đầu bảng xếp hạng ở Canada, và nhận được một đề cử giải Grammy cho Trình diễn giọng pop nữ xuất sắc nhất vào năm 1992.

## Danh sách bài hát
| Đĩa CD Maxi tại Đức | Đĩa CD Maxi tại Đức                | Đĩa CD Maxi tại Đức |
| STT                 | Nhan đề                            | Thời lượng          |
| ------------------- | ---------------------------------- | ------------------- |
| 1.                  | "All the Man That I Need"          | 4:11                |
| 2.                  | "Dancin' on the Smooth Edge"       | 5:50                |
| 3.                  | "Greatest Love of All" (trực tiếp) | 7:30                |

| Đĩa CD tại Mỹ | Đĩa CD tại Mỹ             | Đĩa CD tại Mỹ |
| STT           | Nhan đề                   | Thời lượng    |
| ------------- | ------------------------- | ------------- |
| 1.            | "All the Man That I Need" | 4:11          |

## Thành phần tham gia
| All the Man That I Need - Dean Pitchford – sáng tác - Michael Gore – sáng tác - Narada Michael Walden – sản xuất, chơi trống - Whitney Houston – giọng hát - Walter Afanasieff – chơi đàn phím - Chris Camozzi – chơi đàn guitar - Kenny G – Saxophone - Claytoven Richardson – giọng nền - Kitty Beethoven – giọng nền - Skyler Jett – giọng nền | Dancin' on the Smooth Edge - David Lasley – sáng tác - Robbie Long – sáng tác - Whitney Houston – giọng hát - Narada Michael Walden – sản xuất |

## Xếp hạng
| Bảng xếp hạng (1982)                          | Vị trí cao nhất |
| --------------------------------------------- | --------------- |
| US Hot R&B Singles (Billboard)                | 45              |
| Bảng xếp hạng (1991)                          | Vị trí cao nhất |
| Austria (Ö3 Austria Top 40)                   | 21              |
| Bỉ (Ultratop 50 Flanders)                     | 14              |
| Canada (RPM)                                  | 1               |
| Finland (Suomen virallinen lista)             | 17              |
| France (SNEP)                                 | 28              |
| Germany (Media Control Top 100 Singles)       | 37              |
| Ireland (IRMA)                                | 16              |
| Netherlands (Dutch Top 40)                    | 11              |
| New Zealand (RIANZ)                           | 36              |
| Switzerland (Schweizer Hitparade)             | 28              |
| United Kingdom (Vương quốc Anh Singles Chart) | 13              |
| US Billboard Hot 100                          | 1               |
| US R&B Singles (Billboard)                    | 1               |
| US Adult Contemporary (Billboard)             | 1               |
| Bảng xếp hạng (2012)                          | Vị trí cao nhất |
| Pháp (SNEP)                                   | 121             |
| South Korea (Gaon) International Singles      | 182             |
| UK (UK Singles Chart)                         | 79              |

| Bảng xếp hạng (1991)               | Vị trí |
| ---------------------------------- | ------ |
| Canadian Singles Chart             | 26     |
| Canadian Adult Contemporary Tracks | 5      |
| US Billboard Hot 100               | 16     |
| US Pop Singles                     | 16     |
| US R&B Singles                     | 18     |
| US Adult Contemporary Singles      | 3      |

## Chứng nhận
| Quốc gia                                                                           | Chứng nhận | Số đơn vị/doanh số chứng nhận |
| ---------------------------------------------------------------------------------- | ---------- | ----------------------------- |
| Hoa Kỳ (RIAA)                                                                      | Vàng       | 500.000                       |
| * Chứng nhận dựa theo doanh số tiêu thụ. ^ Chứng nhận dựa theo doanh số nhập hàng. |            |                               |